# Louis Dorus

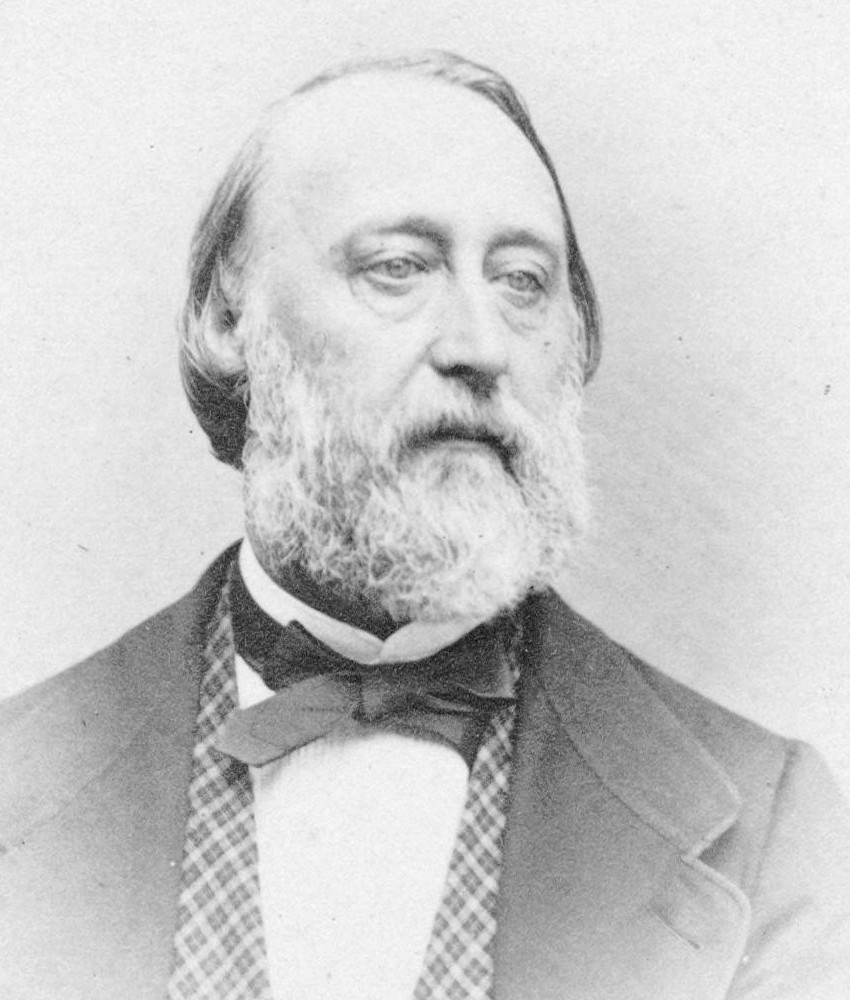
Louis Dorus

Louis Dorus, geboren als Vincent Joseph van Steenkiste, of Vansteenkiste (Valenciennes, 1 maart 1813 - Étretat, 9 juni 1896) was een Frans fluitist. Hij studeerde af met een eerste prijs aan het Parijse Conservatorium in 1828 bij Joseph Guillou. Hij haalde eerder een tweede prijs in 1826. Hij was docent aan dit conservatorium in de jaren 1860-1868. Hij was solofluitist in onder andere het orkest van de Parijse Opera van 1835-1866. 
Dorus was de vader van de cellist en muziekdocent Hippolyte Rabaud (1839-1900), en de grootvader van diens zoon Henri Rabaud (1873-1949), Frans componist. Dorus' zus was de sopraan Julie Gras-Dorus. 

## Dorus en de Böhmfluit
De Böhmfluit werd in Frankrijk pas populair na de aanpassing van Dorus: hij ontwierp de gesloten gisklep als vervanging van de open gisklep die tot ongeveer 1860 algemeen zou blijven. Hij was al een vooraanstaand Parijs fluitist toen hij in 1832 tot de drie eerste Franse fluitisten behoorde die op de nieuwe ringkleppenfluit van Theobald Böhm ging spelen (de andere twee waren Paul Hyppolite Camus (geboren 1796) en Victor Jean Baptiste Coche (1806-1881)). In de jaren 1839-40 was Dorus betrokken bij de beoordeling van Böhms ringkleppenfluit aan het Parijse Conservatorium. De fluit werd echter niet gekozen als standaard-instrument van het instituut, omdat de fluitdocent Jean-Louis Tulou ertegen was. Tulou's bedrijf was echter leverancier van instrumenten aan het conservatorium. Dorus ging de Böhmfluit echter zelf wel gebruiken vanaf 1847. Hij volgde Tulou op als docent in 1860. Vanaf dat jaar werd de cilindrische Böhmfluit van Louis Lot het officiële instrument van het conservatorium. Hij schreef ook methodes voor de Böhmfluit.

## Enkele publicaties
- L'Étude de la Nouvelle Flûte, méthode progressive arrangée après Devienne (Parijs, Schoenenberger, 1845)
- Diverse solo's voor fluit, waaronder Variaties op een thema van Anna Bolena

- Biblioteca Nacional de España: XX1713984
- Bibliothèque nationale de France: cb14799329h (data)
- Gemeinsame Normdatei: 135920558
- International Standard Name Identifier: 0000 0001 1679 2418
- Library of Congress Control Number: no93010918
- MusicBrainz: 1c6a3d71-913d-40c2-a93b-5fea342b1d42
- Nationale Bibliotheek van Israël: 987007408438505171
- Nederlandse Thesaurus van Auteursnamen: 12718144X
- Système universitaire de documentation: 115121730
- Virtual International Authority File: 80354448
- WorldCat: E39PBJqVQC4DffhJdqCpMRfjG3